# Prêmio Extra de Televisão de Revelação Masculina
O Prêmio Extra de Televisão de melhor ator revelação foi um dos prêmios oferecidos durante a realização do Prêmio Extra de Televisão, destinado ao melhor ator revelação da televisão brasileira.

## Curiosidades
Pedro Carvalho é o único ator estrangeiro a ser indicado nessa categoria. Nunca teve um estrangeiro indicado em nenhuma categoria do Prêmio Extra.

## Vencedores e indicados
| Ano  | Ator                   | Novela                       |
| ---- | ---------------------- | ---------------------------- |
| 2007 | Gustavo Leão           | Paraíso Tropical             |
| 2008 | Thiago Mendonça        | Duas Caras                   |
| 2011 | Chay Suede             | Rebelde                      |
| 2011 | Juliano Cazarré        | Insensato Coração            |
| 2011 | Klebber Toledo         | Morde & Assopra              |
| 2011 | Domingos Montagner     | Cordel Encantado             |
| 2011 | Paulo Gustavo          | Divã                         |
| 2011 | Rodrigo Sant' Anna     | Zorra Total                  |
| 2013 | Adriano Garib          | Salve Jorge                  |
| 2013 | Gregório Duvivier      | Louco por Elas               |
| 2013 | Josafá Filho           | Sangue Bom                   |
| 2013 | José Henrique Ligabue  | Flor do Caribe               |
| 2013 | Sergio Guizé           | Saramandaia                  |
| 2013 | Tiago Abravanel        | Salve Jorge                  |
| 2015 | Rafael Vitti           | Malhação Sonhos              |
| 2015 | André Lodi             | I Love Paraisópolis          |
| 2015 | Conrado Caputto        | Alto Astral                  |
| 2015 | Ghilherme Lobo         | Sete Vidas                   |
| 2015 | João Baldasserini      | Felizes para Sempre?         |
| 2015 | Lucas Lucco            | Malhação: Seu Lugar no Mundo |
| 2016 | Lee Taylor             | Velho Chico                  |
| 2016 | Francisco Vitti        | Malhação: Seu Lugar no Mundo |
| 2016 | Nicolas Prattes        | Malhação: Seu Lugar no Mundo |
| 2016 | Pablo Sanábio          | Totalmente Demais            |
| 2016 | Pedro Carvalho         | Escrava Mãe                  |
| 2016 | Renato Góes            | Velho Chico                  |
| 2017 | Silvero Pereira        | A Força do Querer            |
| 2017 | Danilo Grangheia       | A Lei do Amor                |
| 2017 | Matheus Abreu          | Dois Irmãos                  |
| 2017 | Gabriel Sanches        | Pega Pega                    |
| 2017 | Roberto Cordovani      | Novo Mundo                   |
| 2017 | João Vicente de Castro | Pega Pega                    |